# 51e régiment d'infanterie (États-Unis)
Pour les articles homonymes, voir 51e régiment.
Le 51e régiment d'infanterie (en anglais : 51st Infantry Regiment) est un régiment de l'United States Army. Créé en 1917 pendant la Première Guerre mondiale, il combat également pendant la Seconde Guerre mondiale et la guerre du Viêt Nam.

## Créations et différentes dénominations
- 15 mai 1917 : 51e régiment d'infanterie (51st Infantry Regiment)[1]

- 22 septembre 1921 : désactivé[1]
- 15 avril 1941 : réactivé[1]
- 1er février 1942 : renommé 51e régiment d'infanterie blindée (51st Armored Infantry Regiment)[1]
- 10 septembre 1943 : séparé en trois bataillons, le 51e bataillon d'infanterie blindée, 53e bataillon d'infanterie blindée et 10e bataillon d'infanterie blindée[1]
- 1er mai 1946 : le 51e bataillon d'infanterie blindée est renommé 51e escadron constabulaire (51st Constabulary Squadron)[1]
- 20 décembre 1948 : désactivé (et reprend le nom de 51e bataillon d'infanterie blindée)[1]
- 15 juin 1954 : réactivation du 51e bataillon d'infanterie blindée[1]
- 1957 : désactivé[1]
- 1er juillet 1959 : nouvelle formation du 51e régiment d'infanterie par fusion du 51e, du 553e et du 510e bataillon d'infanterie blindée[1]

## Historique des opérations

### Première Guerre mondiale
Affecté à la 6e division d'infanterie le 16 novembre 1917. Combat dans l'offensive Meuse-Argonne puis participe la libération de l'Alsace.

### Entre-deux-guerres
Le régiment est désactivé en 1921 au camp Grant (en) dans l'Illinois.

### Seconde Guerre mondiale
Le régiment est réactivé en 1941 à camp Pine, au sein de la 4e division blindée. Il est dissous en 1943 et forme le 51e bataillon d'infanterie blindée.
Ce bataillon participe avec le reste de la 4e division blindée à la bataille de Normandie, à la libération du Nord de la France, à la campagne de Rhénanie, à la bataille des Ardennes puis à la campagne d'Allemagne.

### Occupation en Allemagne
Il est renommé 51e escadron constabulaire lorsque la 4e division blindée devient la 1re brigade de l'United States Constabulary (en), chargée de la police en Allemagne occupée. Le 51e escadron est rattaché au 11e régiment de Constabulary.

### Guerre du Vietnam
Le 51e bataillon est brièvement réactivé de 1954 à 1957 à Fort Hood (Texas), au sein de la 4e division blindée.
Au nom du système régimentaire de l'arme combattante de l'US Army (en), le régiment est réactivé en 1959 comme 51e régiment d'infanterie blindée en regroupant trois bataillons d'infanterie blindée. Le régiment est engagé au Viêt Nam.